# Lubero
Lubero – miasto w Demokratycznej Republice Konga, w prowincji Kiwu Północne.